# ドラマティック・エンジェル
ドラマティック・エンジェルは、東海ラジオ・ラジオ大阪で2005年10月～2006年9月27日まで放送していた。インターネットのアニスタ.TVでも配信していた。ラジオ番組。2005年10月～2006年9月27日まで放送。

## 放送時間
- 東海ラジオ　（2005年10月～2006年3月）毎週土曜21:00～21:30→（2006年4月～2006年9月27日）毎週土曜26:00～26:30
- ラジオ大阪　毎週水曜24:30～25:00
- アニスタTVは月曜更新

## パーソナリティ
- 野川さくら
- 宮崎羽衣
- 酒井香奈子
- 最近はたまに2人でやることがある。

## ゲスト
- 井ノ上奈々(3回)
- サイキックラバー(2006年6月14日,9月27日)
- 庄子裕衣(6月21日)
- 阿部玲子(6月28日)
- 近江知永(8月16日)
- Baby POP(8月23日)
- 中本順久(9月20日)

## 番組コーナー
- 普通のお便り
- ザ・名シーン

## 箱番組
- true tears ゆいとさくらの てぃあらじ

※2006年6月にスタートした番組、パーソナリティーは野川さくらと伊月ゆいで構成作家は伊福部崇。
- アニスタTVではほとんどの回はカットされている。
- 2006年10月からサイキックラバーのアニカンRADIOに移動。

## 終了コーナー
- あなたのマジカノ

自分の周りのすごい人を募集する。
- 内緒の宝箱

※手紙のお題で3人がトークする。
- 手のひらの中から
- DSEインフォメーション

DSEの情報
- シングライブトークキング